# Gimnastyka na Letnich Igrzyskach Olimpijskich 1904 – wielobój drużynowo
Wielobój drużynowo był jedną z jedenastu konkurencji gimnastycznych, a jedną z dwóch drużynowych, rozgrywanych podczas III Letnich Igrzysk Olimpijskich w Saint Louis. Zawody odbyły się w dniach 1–2 lipca 1904 r.
W zawodach uczestniczyło łącznie 13 drużyn w tym 11 ze Stanów Zjednoczonych Ameryki, zaś dwie drużyny były mieszane. Łącznie startowało 78 zawodników.

## Wyniki
| Pozycja | Zawodnik | Punkty AP | Punkty 100 YP | Punkty LJP | Punkty SPP | Punkty Razem |
| ------- | --- | --------- | ------------- | ---------- | ---------- | ------------ |
| 1.      | Philadelphia Turngemeinde, Philadelphia – Julius Lenhart; Phillip Kassel; Anton Heida; Max Hess; Ernst Reckeweg; John Grieb               | 200,73    | 51,5          | 60,0       | 57,9       | 370,13       |
| 2.      | New York Turnverein, New York – Otto Steffen; John Bissinger, Emil Beyer; Max Wolf; Julian Schmitz; Arthur Rosenkampf                     | 204,17    | 44,0          | 53,0       | 55,2       | 356,37       |
| 3.      | Central Turnverein, Chicago – George Mayer; John Duha; Edward Siegler; Charles Krause; Philip Schuster; Robert Maysack                    | 190,89    | 47,0          | 57,6       | 57,3       | 352,79       |
| 4.      | Concordia Turnverein, St Louis – William Merz; George Stapf; John Dellert; Emil Voigt; George Eyser; Henry Weyland                        | 200,41    | 40,5          | 51,6       | 51,5       | 344,01       |
| 5.      | South St Louis Turnverein, St Louis – Charles Umbs; Andrew Neu; William Tritschler; Christian Deubler; Edward Tritschler; John Laichinger | 188,92    | 46,5          | 54,3       | 54,6       | 338,32       |
| 6.      | Norwegier Turnverein, Brooklyn – Ragnar Berg; Harry Hansen; Charles Sorum; Oliver Olsen; Oluf Landnes; Bergin Nilsen                      | 183,80    | 47,5          | 55,1       | 51,6       | 338,00       |
| 7.      | Turnverein Vorwärts, Chicago – Theodore Gross; Henry Koeder; Jacob Hergenhahn; Henry Kraft; James Dwyer; Rudolf Schrader                  | 181,68    | 42,0          | 52,0       | 54,0       | 329,68       |
| 8.      | Davenport Turngemeinde, Davenport – Reinhard Wagner; Leander Keim; Otto Niemand; Phillip Sonntag; Harry Warnken; Bernard Berg             | 166,02    | 45,0          | 55,8       | 58,7       | 325,52       |
| 9.      | La Salle Turnverein, Chicago – Emil Rothe; Frank Schicke; William Horschke; George Aschenbrener; Otto Freyder; Walter Real                | 171,63    | 45,0          | 52,7       | 48,8       | 318,13       |
| 10.     | Passaic Turnverein, Passaic – P. Gussmann; Gustav Hämmerlin; Max Rascher; Curt Roedel; P. Ritter; Martin Fischer                          | 172,99    | 34,5          | 47,0       | 46,9       | 301,39       |
| 11.     | Milwaukee Turnverein, Milwaukee – Robert Herrmann; Louis Hunger; Louis Rathke; August Placke; Christian Sperl, John Wassow                | 140,57    | 41,0          | 51,6       | 53,8       | 286,97       |
| 12.     | Socialer Turnverein, Detroit – Robert Reynolds; Alvin Kritschmann; Clarence Lidington; Otto Roissner; John Messel; William Friedrich      | 139,85    | 38,5          | 50,7       | '44,6      | 273,65       |
| 13.     | Turnverein Vorwärts, Cleveland – Rudolf Krupitzer; Edward Hennig; William Berewald; Michael Lang; Paul Stendel; Ted Studier               | 148,94    | 34,5          | 44,9       | 43,5       | 271,84       |